# Дор (Нікольський район)
Дор (рос. Дор) — присілок у складі Нікольського району Вологодської області, Росія. Входить до складу Краснополянського сільського поселення.

## Населення
Населення — 136 осіб (2010; 141 у 2002).
Національний склад (станом на 2002 рік):
- росіяни — 100 %